# がんカテーテル治療

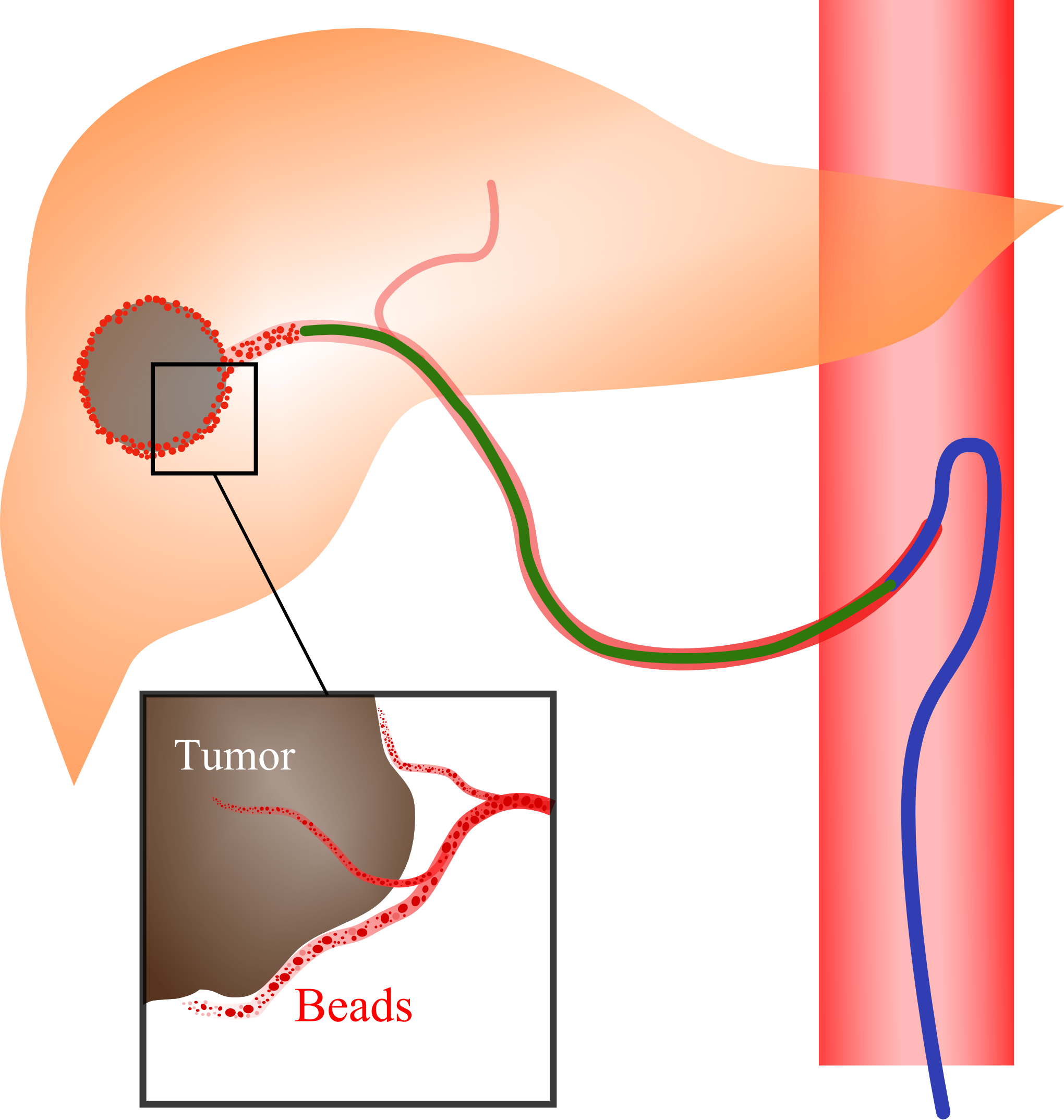
がんカテーテル治療のイメージ図

がんカテーテル治療は医学的な専門用語ではないが、カテーテルを用いたがん治療の総称として、近年では一般的になりつつある造語である。

## 概要
手術を必要としない侵襲の少ない治療の1つとして、エックス線透視や超音波像、CTを見ながら体内に細い管（カテーテルや針）を入れて病気を治す新しい治療法として「インターベンショナル・ラジオロジー（Interventional Radiology: IVR）」という領域がある。血管系IVR（多くはカテーテルと呼ばれる血管よりも細い管を、血管を通して病変部まで挿入し、患部の治療を行う）と非血管系IVR（皮膚や腸管を介して針を刺したり、管を挿入することで、患部を治療する）に分類される。

## 血管系IVR（血管内治療）について
IVR治療の中でもカテーテルを主に用いて血管の中から処置する治療の総称を血管系IVR（血管内治療）という。
血管内治療は、狭窄・閉塞した血管に対して行う血栓溶解術やバルーン拡張術、血管内ステント留置術、出血した血管を様々な塞栓材料で塞き止めて止血を行う塞栓術（例：超選択的気管支動脈塞栓術）など、血管自身に対する効果を期待して行う場合と、がんに対して血管から薬剤や血管塞栓物質を投与しがんの縮小を期待して行う場合とに、大別される。このうち、後者のがん治療に特化した場合を総称して、一般大衆に治療内容を理解しやすいよう、近年、「がんカテーテル治療」という名称が使われるようになりつつあるようだ。

## がんカテーテル治療の分類
がんカテーテル治療は手術や放射線治療と同様の局所治療であるため、全身抗癌剤治療と比べて治療効果の及ぶ範囲が限られている反面、使用する抗癌剤の量が少ないことで副作用が少ない、治療部位の効果は全身抗癌剤治療よりも強い場合が多い、という利点がある。主に下記のように分類される。
TAE（経カテーテル的動脈塞栓術：Transcatheter Arterial Embolization）
がんは動脈血流で栄養されて増大することが多い。故に栄養動脈を塞栓材料で塞き止め、がんを兵糧攻め（虚血状態）にする治療をTAEと呼ぶ。一般的にTAEの名称が使用される場合は、抗癌剤は併用されない場合が多い。ただしがんを虚血状態にすることで、悪性細胞は腫瘍の血管新生を促す増殖因子（血管内皮増殖因子）を放出し、再発の原因になりうる。そのため、TAE後の血管新生を抑制するためにTAE後に血管新生阻害剤を併用する臨床試験も一部で実施されている。また全ての腫瘍が虚血だけで弱体化するわけではないため、TAE単独での抗がん作用は限定されており、有効な治療効果が得られる場合は一部の肝細胞癌や多血性転移に限られている。
TAI（経カテーテル的動脈注入療法：Transcatheter Arterial Infusion）
抗癌剤は全身投与（経口ないし経静脈）された場合、腫瘍に届くまでに血液によって希釈される。一部の殺細胞性抗癌剤は、濃度が高いほど、腫瘍曝露時間が長い程、高い抗腫瘍効果を発揮すると言われている。TAIは、カテーテルを対象腫瘍の近傍の栄養血管に留置し、抗癌剤を濃度の高い状態で一定時間をかけて選択注入する局所化学療法の総称。抗癌剤の投与方法としては、カテーテルを体内に埋め込む（リザーバー持続動注療法）と、カテーテルを抗癌剤注入毎に体内外に入れ出しする（ワンショット動注療法）の2種類に大別される。前者は大腸癌肝転移に対する治療オプションとして一世を風靡したが、現在では全身化学療法の進歩に伴い実施される症例は減少した。後者は患者の治療拘束時間が短いことやカテーテル管理が容易であることから、現在でも進行した肝細胞癌や一部の肝転移に対して実施されている。
TACE（経カテーテル的動脈化学塞栓術：transcatheter arterial chemoembolization）
切除不能肝細胞癌に対して生存寄与が証明されて以来、標準治療の1つとなった。30年ほど前に日本で開発された同治療は、リピオドールという液体塞栓物質（油性造影剤）と、ゼラチンスポンジというサイズ不均等の1mm大ほどの再溶解性塞栓材料を抗癌剤と併用して使用されてきた。当初、リピオドールは塞栓材料だけでなく併用する抗癌剤を数時間かけて腫瘍内で放出する薬剤溶出機能があると信じられてきたが、海外の複数の基礎実験によってこれは否定された。またゼラチンスポンジはサイズの不均等の点で、がんに対する塞栓材料として問題となった。 現在、海外のTACEの主流は、ビーズ（球状塞栓物質）、それも薬剤溶出機能を持った薬剤溶出性ビーズ（Drug-delivery bead: DEB）を用いたDEB-TACEが主流となっている。日本でも2014年2月より一部の施設でこれが使用可能となり、今後切除不能肝癌の新しい治療オプションになると考えられる。

## 塞栓材料の変移
リピオドール　
本来は油性造影剤であるが、液体塞栓物質の1つとして、肝細胞癌の栄養動脈から注入した場合、排出路の門脈枝まで塞栓することが可能で、対象腫瘍に対して強い塞栓強度を達成することが出来る。現在でも主軸の塞栓材料の1つであるが、開発当初期待された薬剤放出機能はほとんどないと考えられている。
非球状塞栓物質（ゼラチンスポンジ）
日本ではスポンゼルの名称で親しまれた、外科手術時に出血部に当てることで止血を促す材料の1つ。これを1mm前後の細片に加工して、肝腫瘍の栄養血管に対する塞栓材料として使用した。吸収性材料であるため永久塞栓効果はない。現在は、1mm大、2mm大に加工された製品も販売されており、肝細胞癌治療に対して一般的に使用されている。
球状塞栓物質（ビーズ）
他の塞栓材料と比較した最大の特徴は、粒子サイズが均一で狙ったサイズの血管を塞栓できること、粒子表面が平滑で凝集しにくいこと、が挙げられる。永久塞栓物質に属しており、1997年にビーズの1種が欧米で認可され、その後現在までに複数のビーズが海外で承認された。日本でも一部の施設で独自開発されたビーズを10年以上前からオフラベルで臨床使用されてきたが、国内で正式にビーズが使用可能になったのは2014年2月である。現時点では承認間もないこともあり、一部の特殊な施設を除いてビーズに関する日本での治療経験はまだ乏しいと言わざるを得ない。現時点で3種類のビーズが国内で使用可能となった。高い塞栓力がビーズの魅力の1つであるが、さらに一部のビーズは粒子内部に抗癌剤を含有してこれを腫瘍内で放出する薬剤溶出性ビーズ（Drug-eluting bead: DEB）として使用可能である。

## 薬剤溶出性塞栓物質（DEB）
ビーズの中で、世界的には3種類、国内では2種類のビーズが薬剤溶出性塞栓物質として使用することが出来る。ビーズ本来の高い塞栓力を持ちながら、腫瘍の中に入った後で抗癌剤を数時間から数日間にわたって放出することが可能である。薬剤溶出性塞栓物質を使用した臨床成績が世界的にいくつか出ているが、国内でも既に複数の初期臨床結果が報告されている。今後、従来のTACEと薬剤溶出性塞栓物質を用いたTACEとの使い分けに関する検証が日本の課題となる。

## がんカテーテル治療の発展
国内外で、がんに対するカテーテル治療の注目点の1つはビーズと言える。現時点では肝細胞癌に対する使用報告が多く、今後国内でも従来型TACEとビーズを用いたTACEとの間で前向き比較試験が随時計画されると思われる。また、肝細胞癌以外でも既に肝転移、肝外転移への応用経験に関して少数例の報告があり、従来治療に難渋した局所進行癌に対する新たな治療展開が期待される。またこのような局所治療は一般的に生存率へのインパクトが少ない傾向があるが、一部の癌腫に関しては、ビーズを併用したがんカテーテル治療で主要病変を制御し生命予後が延長したという報告もなされている。

## がんカテーテル治療の今後の展望
局所抗癌剤治療であること、また特にビーズはまだ新しい治療法ということもあって、エビデンスと言えるような医学的根拠はまだ少ない領域である。しかし肝癌を含めた複数の癌腫、臓器に対して、初期治療経験レベルであるが、既に複数のビーズを含めたがんカテーテル治療の臨床経験が報告されている（後述）。がんカテーテル治療は、標準治療の不応、不耐症例に対する緩和的局所抗癌剤治療と別称されるように、対象疾患や適応のタイミングが制限されている。本治療の臨床意義に関しては、今後さらなる検証が必要である。
- 従来TACEとビーズ（DEB）TACEとで、肝細胞癌治療の成績に差はなかった（PRECISION V）。しかし、進行した症例の場合、DEBのほうが奏功率は高い傾向だった[6]

- 従来TACEで制御出来なかった肝細胞癌にDEBのTACEを実施したところ、同じ抗癌剤を用いたにもかかわらず、新たに50%ほどの奏功率が得られた。従来TACEに無効となった症例に対してDEBは新たな治療戦略になりうる[3]

- 従来の全身抗癌剤治療が効きにくくなった腎臓癌の肺転移に対して、抗癌剤を用いないビーズだけの塞栓術を行ったところ、45%の局所効果が得られた[4]

- 2次治療が効かなくなった再発卵巣癌に対して、3次治療として抗癌剤とビーズを用いたTAIやTACEを実施したところ、治療部位は50%で縮小を認め、縮小した症例は明らかに生存期間が延長した[5]

## 参考webサイト
- 関明彦 (2014年4月). “「ビーズの解禁でなにが変わるのか？」”. RadFan 12 (4):  94-97.
- 野中希 (2012年10月31日). “薬剤溶出性球状塞栓物質を用いたTACEは、リピオドールTACE不応肝細胞癌に対する新しい治療法になりうる【癌治療学会2012】”.   がんナビ. 2014年6月14日閲覧。

## 関連施設
- “がんカテーテル治療センター”.  吹田徳洲会病院. 2015年5月1日閲覧。

- “がんカテーテル治療　特殊専門外来”.  コンフォート病院. 2016年3月1日閲覧。[リンク切れ]